# Реинтеграционизм
Реинтеграционизм (галис. reintegracionismo) — лингвистическое движение за приближение лексических, орфографических и морфологических особенностей галисийского языка к особенностям португальского языка. Также распространяется на социальную и культурную сферы. Некоторые идеи реинтеграционизма рассматриваются шире, захватывая политическую сферу, где они выражаются в концепции Великой Португалии (галис. Portugaliza, порт. Portugaliza или с орфографическим акцентом PortuGaliza, где присутствуют как название Португалии, так и Галисии).

## Сведения
Движение действует с 1975 года. Основными пунктами концепции реинтеграционизма являются:
- вхождение португальского и галисийского в единое языковое пространство (диалектный континуум);
- лексические, орфографические и морфологические особенности, приближенные к португальским и средневековым галисийско-португальским.

## Предпосылки
Некоторые взгляды реинтеграционистов сходны с идеями галисийских националистов 1916—1936 годов. Шоан Висенте Викейра (Xoán Vicente Viqueira), один из галисийских националистов, подписавших Манифест 1-й Националистической Ассамблеи (1918), занимал антииспанские позиции, выступал за предоставление автономии Галисии, за создание Федерации Иберии и внутри этой федерации за равноправные отношения с Португалией, предлагал в будущем включить в неё и Португалию. В Манифесте вместе с другими националистами Викейра наряду с политическими, экономическими и социальными предложениями требовал утверждения  официального статуса для галисийского языка, каким обладал испанский язык. Предлагал закрепить публичный статус галисийского языка изданием законов в Галисии только на нём, стремился к введению его преподавания в школах Галисии. 
Благодаря краткой статье «По орфографической реформе» (1919) Викейра может расценивается как отец или предтеча галисийского реинтеграционизма. Относительно реформы орфографии Викейра писал в печатном органе националистов A Nosa Terra следующее: «У меня есть один фундаментальный довод против фонетической орфографии: принимая её мы отделим себя от всего лингвистического сообщества. Изолировать себя — значит умереть! В письменности ни одного языка не используется фонетический подход. Главным образом этим мы изолируем себя от португальского языка. Галисийский язык, будучи родственным португальскому, но не являясь его вариантом (как и в случае андалусийского относительно кастильского), должен использовать те же буквы, что и португальский». Викейра был приверженцем этимологической орфографии, принятой, как он писал в своей статье, регулятором галисийского языка Королевской галисийской академией (RAG) и используемой также в португальском языке. Большим препятствием считал отсутствие преподавания галисийского языка в школах. Единственной трудной проблемой галисийской орфографии считал замену букв g и j на x, которая, по его мнению, легко разрешалась применением этимологической орфографии, и предлагал вместо xente писать gente, и вместо xa писать ja. Подводя итог, Викейра писал: «Фонетическая орфография несёт гибель нашему языку; этимологическая орфография даёт ему жизнь, с каждым разом всё более расцветающую».
Некоторые из устремлений галисийских националистов и Викейры в их числе стали идейной основой реинтеграционизма при его возникновении в 1975 году.

## Орфография
В 1987 году Б. П. Нарумов писал, что проблемы галисийской орфографии «относятся к числу наиболее дискуссионных и носят не только сугубо лингвистический характер, но могут трактоваться и в культурно-политическом аспекте. Единых норм галисийской графики и орфографии до сих пор не существует».
Относительно орфографии реинтеграционисты пошли дальше Викейры, их взгляды наиболее полно выражал Рикардо Карбальо Калеро (Ricardo Carvalho Calero).
Установленные регулятором галисийского языка Королевской галисийской академией (RAG) нормы реинтеграционисты считают неудовлетворительными. Стремясь избавиться от влияния испанского языка и следуя этимологической орфографии по пути от галисийско-португальского языка к португальскому, в орфографии реинтеграционисты приняли следующие изменения:
- изобрели диграф mh для передачи фонемы /ŋ/: umha, algumha[4][5]
- ñ > nh для передачи фонемы /ɲ/[6][5]: español > espanhol, miña > minha — выступают против использования данной буквы из утверждённого RAG галисийского алфавита и за её замену сочетанием nh
- ll > lh при передаче фонемы /λ/[6][5] (= [ʎ]): muller > mulher, castellano > castelhano — вместо сочетания ll используют диграф lh, заимствованный галисийско-португальским из провансальского и наличествующий в португальском, хотя в галисийско-португальском употреблялись оба варианта
- x > j или g при передаче фонемы /ʃ/[5]: igrexa > igreja, xunta > junta, как в галисийско-португальском и в португальском
- ввели букву ç[6][5]: fundaçom, как в галисийско-португальском (галис. fundación (RAG), исп. fundación, порт. fundação), несмотря на то, что, согласно нормам RAG, используется только в словах иностранного происхождения.

## Сторонники и организации
Если в 1987 году Б. П. Нарумов использовал определение «сторонники португализированной орфографии», то в 2001 году употреблял понятие «реинтеграционисты» и отмечал, что наиболее ярко стремление к интеграции галисийской и португальской орфографии было выражено в статьях 1976 года первого президента Галисийской академии португальского языка (AGLP) Ш. М. Монтеро Сантальи и каталанского лингвиста Ж. Короминеса. К сторонникам реинтеграционизма относится португальский филолог М. Р. Лапа. Своих оппонентов реинтеграционисты называют «изоляционистами» и относят к ним членов Королевской галисийской академии и специалистов Института галисийского языка (ILG, создан в 1971 году).
К главным организациям реинтеграционистов относятся Галисийская ассоциация языка (AGAL, основана в 1981 году) и Галисийская социопедагогическая ассоциация (AS-PGP). В 2008 году была создана Галисийская академия португальского языка (AGLP).
Б. П. Нарумов привёл мнение Х. Х. Моралехо Алвареса (J. J. Moralejo Alvarez): «По существу идеология сторонников португализации орфографии есть идеология пораженческая: объявляя развитие галисийского языка в новое время лишь результатом влияния испанского, они фактически ликвидируют галисийский как самостоятельный язык, подменяя его португальским». С другой стороны в Галисии опасаются исчезновения родного языка при его полном вытеснении испанским, поэтому сторонники реинтеграционизма стремятся к принятию своей страны в полноправные члены Содружества португалоязычных стран (CPLP) и присоединению галисийцев к сообществу лузофонов. В Галисии открыто заявляют о вступлении в Содружество только четыре организации: Ассоциация дружбы Галисия-Португалия (AAG-P), Галисийская ассоциация языка (AGAL), Движение защиты языка (MDL) и Галисийский националистический блок (BNG). В португалоязычных странах только в одной организации —  Международном лузофонном движении (MIL) — обсуждаются перспективы принятия нового члена.

## Аналоги в других странах
- Движение за объединение Румынии и Молдавии
- Пантюркизм

## Комментарии
1. ↑  Если галисиец пишет своё имя как José, но не согласно норме RAG, как Xosé — это частично может указывать на то, что он реинтеграционист. В обоих случаях произносится как Шосе.